# Pseudofumaria
Pseudofumaria es un género de alrededor de diez especies perteneciente a la  subfamilia Fumarioideae antigua familia Fumariaceae.

## Especies
- Pseudofumaria acaulis (Wulfen) J.Holub
- Pseudofumaria alba (Miller) Lidén
- Pseudofumaria capnoides Borkh.
- Pseudofumaria intermedia Borkh.
- Pseudofumaria lutea Medik.
- Pseudofumaria major Borkh.
- Pseudofumaria minor Borkh.
- Pseudofumaria ochroleuca (Koch) J.Holub
- Pseudofumaria schangini Borkh.
- Pseudofumaria sibirica Borkh.